# Machine Gun Kelly (rapper)
Colson Baker (* 22. dubna 1990), profesionálně známější pod pseudonymem MGK a dříve Machine Gun Kelly, je americký rockový zpěvák, rapper, textař, hudebník a herec z Clevelandu v Ohiu. Má podepsanou smlouvu s Bad Boy a Interscope Records. Svoji přezdívku získal díky rychlosti svého rapování a je to odkaz na banditu George „Machine Gun“ Kellyho z doby americké prohibice. Dosáhl slávy po vydání svých prvních čtyř mixtapů, Stamp of Approval (2006), Homecoming (2008), 100 Words and Running (2010) a Lace Up (2010). Byl také v magazínu XXL. V polovině roku 2011 MGK podepsal smlouvu s Young and Reckless Clothing. 14. prosince 2011 byl MGK jmenován Nejvíce sexy průlomovým MC roku 2011 od MTV. 18. března 2012 vyhrál MTV cenu Breaking Woodie.

## Dětství a kariéra
Baker se narodil 22. dubna 1990 v Houstonu v Texasu misionářským rodičům. Je německého původu z otcovy strany a norského z matčiny strany. Baker a jeho rodina procestovala svět, usadila se v Egyptě, Německu, nakonec prošla i USA a městy jako Chicago, Los Angeles, Denver a Cleveland. Rap začal poslouchat v sedmé třídě, když navštěvoval Hamilton Middle School, školu s etnicky různorodým studentským rozborem v Denveru v Coloradu. Ve věku čtrnácti let se Baker přestěhoval do města, kde strávil své dětství, Clevelandu, zde začal navštěvovat Shaker Heights High School.
Když mu hrozilo vystěhování z domu, začal rap v Apollo Theater, kde byl první bílý rapper. Baker se poprvé zviditelnil, když se objevil na MTV2 Sucker Free Freestyle, kde freestyleově zareppoval předělávky slok ze svého singlu „Chip Off the Block“. V únoru 2010 vydal svůj debutový mixtape 100 Words and Running. V květnu 2010 nastal jeho mezinárodní průlom v kariéře, když debutoval se singlem a videoklipem „Alice in Wonderland“ na Midwest Block Starz, který vydal Block Starz Music. Svůj druhý mixtape vydal v listopadu 2010 jménem Lace Up, který obsahuje i singl o jeho rodném městě Clevelandu, „Cleveland“. Lace Up bylo nahráno během tří měsíců.
Jeho song „Invicible“ se objevil v reklamě na HTC ReZound a stal se oficiální znělkou pro WrestleManii XXVIII a WWE také použila tento song pro největší okamžiky ze zápasu mezi Johnem Cenou a The Rockem na této akci. V současné době je to znělka pro Thursday Night Football na NFL Network. Song byl vydán 16. prosince 2011 na iTunes a zpívá v něm i zpěvačka Ester Dean, je to také druhý singl z alba.
V roce 2017 vystoupil MGK v Praze na Aerodrome festivalu a za pouhé čtyři měsíce se vrátil do Fora Karlín, web iREPORT druhé vystoupení pochválil, vytkl mu však nedostatek atmosféry.

### 2015:General Admission
General Admission je název druhé studiové desky MGK, která byla vydána 16. října 2015. Na albu se nachází dva velké hity – Till I Die a Alpha Omega. Album sklidilo velice dobré ohlasy a MGK se tak dostal na první příčky amerických hitparád. Na rozdíl od dalších desek (Bloom a Hotel Diablo) General Admission obsahuje čisté hiphop beaty a MGK zde nedává takový prostor živým nástrojům jako na následujících deskách.
První týden po vydání se prodalo přes 49 000 kusů.

### 2017:Bloom
Bloom – třetí studiová deska byla vydána 12. května 2017. Velké promo a úspěšný singl Bad Things nedal fanouškům spát a když desku konečně dostali do rukou čekal na ně kompletně nový zvuk, více živých nástrojů a zpívané refrény. Velký posun od minulého alba ale MGK prospěl a hity jako Let her Go, Trap Paris nebo 27 hraje na koncertech dodnes. Na albu se také objevují známí hosté jako Hailee Steinfeld, Ty Dolla $ign, Camila Cabello nebo James Arthur. Deska Bloom získala vcelku pozitivní recenze od kritiků, ale skalní fanoušci dávali najevo, že si přejí spíše tvrdší a agresivnější songy.
O pár měsíců později získalo bloom deluxe verzi, která byla obohacena o 2 písně – Habits a The Break Up. Oba tyto songy později získali svůj videoklip.

### 2018:Rap DevilaBinge
V roce 2012 se na internetu objevil Kellyho tweet „Ok so i just saw a picture of Eminem's daughter...and i have to say, she is hot as fuck, in the most respectful way possible cuz Em is King.“.
Pozoruhodné je, že se tento tweet začal řešit až v roce 2018, když Eminem vydal své nové album „Kamikaze“, na kterém se objevila písnička Not Alike, v níž Eminem dissuje Kellse za zmiňovaný tweet z roku 2012, ale hlavně za diss, který vůči němu MGK poslal na skladbě No Reason.
MGK si ale nenechal líbit, že byl zmíněn v Kamikaze, a tak 4. září 2018 tweetnul odkaz na svůj Diss na Eminema a přidal popisek „FUCK RAP GOD IM THE RAP DEVIL. good morning Eminem.“ O pár dní později se na Youtube objevil i videoklip k diss tracku, ve kterém MGK pojídá cereálie nebo drží lopatu, která má nejspíše symbolizovat to, že chce tímto dissem svého bývalého idola pohřbít hluboko pod zem.
Rap Devil se téměř ihned vyšplhal na první pozice hitparád a během pár dní měl na YouTube několikamilionová zhlédnutí. MGK sklidil velkou kritiku a Eminemovi fanoušci mu na instagramový profil psali nenávistné komentáře.
Po deseti dnech se fanoušci Eminema dočkali jeho odpovědi. Eminemův diss track „KILLSHOT“ měl na youtube během 24 hodin 38.1 milionů zhlédnutí a stal se tak osmým nejsledovanějším videem na youtube během prvních 24 hodin od vydání.
Je poměrně jasné, že tenhle beef nakonec vyhrál Eminem. I když fanoušci obou interpretů dlouho debatovali o tom, který disstrack byl lepší, realita je, že Killshot zasadil Machine Gun Kellymu tvrdou ránu. Ten se po této konfrontaci postupně stáhl z rapové scény a začal se věnovat spíše rockově laděné hudbě. To samo o sobě naznačuje, že jako rapper v tomhle souboji ustoupil. Oba disstracky byly nicméně na vysoké úrovni – Killshot produkoval IllaDaProducer a Rap Devil zase známý Ronny J, který se později podílel i na MGKho EP Binge.

### 2019:Hotel Diablo
Po velmi krušném období, kdy se víceméně celá scéna zajímala o beef mezi Eminemem a MGK, došlo k oznámení nového alba s názvem Hotel Diablo. Oficiálně pak vyšlo 5. července 2019 a jedná se možná o vůbec nejvíce osobní album Machine Gun Kellyho. Původně toto album mělo znít jinak, ale jak později MGK uvedl v rozhovorech, když bylo album téměř připravené, celé ho hodil do koše a začal tvořit znovu od nuly. Z původního alba pak zůstal pouze track s Lanou Del Rey, který ovšem Kells do dnešní doby nevydal. Celé nové album má 14 skladeb a je opět žánrově různorodé. Objevují se zde čisté hiphopové beaty, ale také například pop-punkový hit „I Think I'm OKAY“, kde hostuje britský zpěvák a kamarád Colsona YUNGBLUD. Mezi nejosobnější skladby můžeme zařadit „Glass House“, „Candy“ nebo „Floor 13“ kde se mimo jiné MGK vyjadřuje k Beefu mezi ním a Eminemem slovy „I just spent the winter livin' after someone tried to send a kill shot, missin' me“.
Jako celek je album pojato, tak že každá skladba je jeden pokoj v Hotelu Diablo, který řeší odlišné téma.
9. září 2019 Machine Gun Kelly představil Hotel Diablo v Pražském Foru Karlín, kde mu dělal support Marpo & Troublegang. Show měla velký úspěch a tak byl MGK pozván na každoročně konaný festival Rock For People v Hradci Králové.

### 2020:Tickets to My Downfall
Po vydání singlu „Why are you here“ Machine Gun Kelly oznámil název nadcházejícího alba „Tickets to my downfall“. Celá nahrávka měla dostat pop-punkový zvuk a šlo o spolupráci se slavným bubeníkem Blink-182 Travisem Barkerem, který je populární tím, že často spolupracuje s hiphop scénou jako producent a bubeník. Tento posun k punku a rocku byl u Kellse znát již na zatím nejnovějším albu „Hotel Diablo“, ale zde se jednalo pouze o pár skladeb. Z posledního singlu jde ale poznat, že tento styl mu velmi sedí, protože MGK už dříve v rozhovorech přiznal, že velkou inspiraci za mlada mu byla právě kapela Blink-182, která v době největšího úspěchu pop-punku ovládali scénu.
První singl z desky pojmenovaný „Bloody Valentine“ sklidil velký úspěch. Za necelý měsíc klip na tuto píseň nasbíral přes 17 mil. zhlédnutí. Velkou zásluhu na tom má také herečka Megan Fox, která v klipu společně s MGK účinkuje. Celá píseň je opět velmi pop punková a nutno podotknout, že rukopis Travise Barkera jde tady opravdu poznat. Většina fanoušků tuto změnu žánru vzala pozitivně. Colson později na twitteru napsal, že to, že teď nahrává pop punk desku, neznamená, že už nikdy se nedočkáme desky rapové. Tímto chtěl poukázat na to, že mu v posledních letech příliš nezáleží na žánrech a jasně dává lidem na vědomí, že nechce být škatulkován do jednotlivých žánrových skupin.
Po „Bloody Valentine“ vypustil MGK další dvojici singlů i s videoklipy. Jednalo se o singly „concert for aliens“ a „my ex's best friend (feat. blackbear)“. Skladby byly přijaty opět pozitivně a nesly se v podobném duchu jako „Bloody Valentine“.
Den vydání celého alba byl stanoven na 25. září 2020. Standardní edice obsahuje celkem 15. skladeb, na kterých se objevili hosté jako je Iann Dior, Blackbear, Halsey či Trippie Redd. O pár dní později vyšla edice s názvem „Sold out“, která obsahuje dalších 6 písní. Mezi hosty se zde objevil známý britský zpěvák Yungblud, kterého fanoušci mohou znát již z alba „Hotel Diablo“, na které společně s Colsonem nahrál hit „I think I'm OKAY“. MGK na tuto edici zařadil i svůj cover na píseň „Misery Bussiness“ od skupiny Paramore, který vyšel již v březnu roku 2020 v rámci tzv. „lockdown sessions“, nebo také akustickou verzi singlu „Bloody Valentine“. Kromě této edice se fanoušci dočkali tzv. „Target edition“, která vyšla pouze na fyzických nosičích. Jedná se o speciální edici vytvořenou právě pro americkou maloobchodní síť Target na které se objevují všechny písně z již zmíněných „lockdown sessions“, které vyšly v průběhu tzv. lockdownu při koronavirové krizi v březnu a dubnu 2020.
Album se ihned po vydání vyšplhalo na první příčku americké hitparády a stalo se nejúspěšnějším albem Colsonovy kariéry. Nutno podotknout, že velkou zásluhu na tom má již zmíněný Travis Barker, který celé album produkoval a odehrál s Colsonem nejeden živý koncert na podporu celé desky. V seznamu producentů se také objevil Nick Mira, známý hiphopový beatmaker a producent. Na albu pomáhal s produkcí hitu „Drunk Face“, který se později dočkal i svého videoklipu na YouTube.

### 2021:Downfalls High
Po úspěšném vydání alba Tickets to My Downfall přiel Colson s nápadem přeměnit celé album ve filmový muzikál s názvem Downfalls High. Ten měl premiéru na jeho Facebookové stránce 18. ledna 2021 a později na Youtube. V muzikálu se objevily všechny písně z alba a byly zasazené do příběhu, který pojednává o lásce dvou mladých studentů střední školy nazvané tematicky „Downfalls High“. Hlavní roli ztvárnil internetový influencer a zpěvák Chase Hudson (Lil Huddy) a herečka Sydney Sweeny. V muzikálu se pak objevuje celá kapela, producent alba a bubeník Travis Barker společně s jeho synem a další umělci jako je Blackbear, Jxdn, iann Dior, Trippie Redd, Maggie Lindemann či Phem. Režii měl na starosti sám MGK společně se svým dlouholetým kamarádem a hudebníkem Mod Sunem.
Po uvedení muzikálu následovala řada několika singlů. První z nich se jmenoval "Daywalker" a jednalo se o spolupráci se známým streamerem a umělcem Corpsem. Oproti poslednímu albu však šlo čistě o rapovou záležitost a tak fanoušci nevěděli, jakou cestu MGK dále zvolí. Dalším z vydaných singlů nazvaným "Love Race", kde hostoval zpěvák skupiny Sleeping with Sirens Kellin Quinn, však MGK všechny utvrdil v tom, že se pop punkového zvuku jen tak nevzdá. Dokonce se v druhé polovině roku 2021 rozhodl ukázat i svou temnější stránku v písni "papercuts", kde se nebál do své tvorby přidat i grunge prvky a více tvrdých kytar.

### 2022:Mainstream Sellout
Ke konci roku 2021 MGK oznámil nové album, které se mělo původně jmenovat "Born with Horns". V lednu 2022, společně s vydáním prvního singlu z tohoto alba, který nese název "emo girl" a hostuje na něm americká zpěvačka Willow, byl však název změněn na "Mainstream Sellout".
Na albu, které vyšlo 25. března 2022 se stejně jako u "Tickets to My Downfall" podílel bubeník pop-punkových blink-182 a producent Travis Barker. Nahrávka, která v základní verzi obsahuje celkem 16 skladeb, se nese v podobném stylu jako Tickets to My Downfall a jde vidět, že na rozdíl od předchozího alba už Colson věděl, do čeho jde a ve všech písních působí velmi sebejistě. Na albu se objevují opět zajímaví hosté. Za zmínku stojí například britská kapela Bring Me The Horizon nebo proslulý americký rapper Lil Wayne, kterého můžeme slyšet hned ve dvou skladbách. MGK ani tentokrát nezapomněl na svého dlouholetého kamaráda a umělce Blackbeara se kterým tentokrát nahrál skladbu "Make Up Sex", která navazuje na jejich předešlou hitovku "My Ex's Best Friend".

### Herectví
Machine Gun Kelly se také věnuje herectví a již má za sebou několik menších rolí. Poprvé se objevil ve snímku Beyond The Lights z roku 2014, kde si zahrál roli rappera Kida Culprita. V roce 2016 se dočkal své další role ve filmu The Land, který produkoval známý americký interpret NAS a ve filmu Nerve : Hra o život . Ve stejném roce se pak objevil v seriálu Roadies, ve kterém si zahrál roli Wese. Série ale neměla příliš velký úspěch a tak byl celý seriál zrušen.
V roce 2018 si zahrál po boku Sandry Bullock v napínavém trháku Bird Box, který byl jeden z nejvíce sledovaných filmů na Netflixu.
Všechny dosavadní role však byly vedlejší a ve filmech jim nebyla věnována příliš velká pozornost. Na rok 2019 ale Netflix oznámil film The Dirt, ve kterém si MGK zahrál jednu z hlavních rolí, bubeníka Mötley Crüe, Tommyho Lee. Mimo to si v roce 2019 střihl i vedlejší roli ve filmu Big Time Adolescence. Ve filmu se v hlavní roli objevil jeho velmi dobrý kamarád Pete Davidson společně s Griffinem Gluckem.

## Koncerty v Česku
V roce 2017 vystoupil MGK v Praze na Aerodrome festivalu a za pouhé čtyři měsíce se vrátil do Fora Karlín, web iREPORT druhé vystoupení pochválil, vytkl mu však nedostatek atmosféry.
9. září 2019 Colson opět přijel do Fora Karlín v Praze, tentokrát předvést svou novou desku Hotel Diablo. O nedostatku atmosféry se tentokrát mluvit ani nemohlo. MGK si konečně udělal pořádek v tom jakým směrem se chce ubírat a předělal tak většinu svých popových věcí do rockovějších verzí, které v kombinaci se zbytkem setlistu fungovaly perfektně. Koncert byl beznadějně vyprodán a v jeho průběhu se dokonce pogovalo v obřím circle pitu. Oproti minulým koncertům bylo v celém setu více kytar, lepší stage design a pyrotechnika. MGK dokonce na píseň „Alpha Omega“ pozval na pódium fanouška, který si ji střihl společně s ním. Nutno podotknout, že ačkoliv MGK používá na koncertech playback, oproti jiným interpretům z branže hodně částí rapuje naživo a playback mu jen pomáhá v refrénech. Celý koncert tak nepůsobil uměle a bylo vidět, že kapela, kterou má MGK po svém boku, opravdu umí hrát na hudební nástroje a ví co dělá.

## Členové kapely
MGK jako jeden z mála raperů koncertuje s živou kapelou, díky které postupně začal aplikovat prvky rockové hudby do svých skladeb a dostal se tak i na pódia velkých rockových festivalů (Rock am Ring apod.)
Členové kapely jsou také součástí skládání a nahrávání songů. Nejvíce aktivní je právě Slim, který už pro Kellyho vytvořil nespočet beatů. Na posledních albech můžeme také slyšet živé bicí, které většinou nahrává Rook, dlouholetý kamarád a spoluhráč Machine Gun Kellyho.

### Současní členové
- Slim – klávesy a doprovodné vokály
- AJ – kytara (neúčast na posledním turné, odchod z kapely zatím nebyl potvrzen)
- Justin Lyons – kytara
- Sophie Lloyd – kytara
- Baze – baskytara a klávesy
- Rook – bicí

### Bývalí členové
- AJ Tyus – kytara (2017–2021)

## Diskografie
Studiová alba
- Lace Up (2012)
- General Admission (2015)
- Bloom (2017)
- Hotel Diablo (2019)
- Tickets to My Downfall (2020)
- Mainstream Sellout (2022)
- Lost Americana (2025)

## Ocenění a nominace

### mtvU Woodie Awards
| Rok  | Nominovaný | Cena            | Výsledek |
| ---- | ---------- | --------------- | -------- |
| 2012 | MGK        | Breaking Woodie | vítěz    |